# 보안국
보안국(保安局)은 만주국의 정보기관이다.

## 개요
1932년 만주국이 건국된 뒤에도 만주국 안에서는 여러 가지 반체제 세력이 암약하고 있었다. 과거 군벌의 잔당이나 비적 이외에도 소련, 중국 국민당, 중국 공산당의 지하 조직이 활동하고 있었으며 국민당은 만주국의 관리로 많은 당원을 잠입시키고 있었다. 반체제 세력을 단속하는 경찰은 다민족으로 구성되어 있어 극비 정보의 은닉이 어려웠다. 조직의 존재 자체가 비밀이라고 하는 일본의 특별고등경찰보다 더욱 고도의 기밀성을 갖춘 비밀 조직이 검토되었다. 1937년(강덕 4년) 12월 보안국이 설치되었다. 비밀 조직이기 때문에 경찰의 조직의 일개 국으로 위장하였다. 관동군과 밀접한 관계에 있었으며 관동군의 특무기관의 지도를 받았다. 보안국의 제일선의 지하 조직은 특별정첩반(特別偵諜班)이라고 불렸으며, 조직의 장인 총반장 및 반장은 모두 일본인으로 구성되었다. 직원 양성 기관으로서 1944년(강덕 11년) 미도리엔 학원(緑園学院)이 극비리에 설치되었다.

## 조직
1944년(강덕 11년)
- 제1과(총무)
- 제2과(조사)
- 제3과(일반 방첩)
- 제4과(외사 방첩)
- 제5과(첩보)
- 제6과(무선 방첩)
  - 부정전파수사대
- 제7과(통신 방첩)
- 제8과(비밀전과학)
- 미도리엔 학원

## 임무
- 방첩
- 첩보
- 국내 일반 정세의 장악

## 참고 문헌
- 《만주국사 각론》, 만주국사편찬간행회 편, 만몽동포원호회, 1970년.

## 같이 보기
- 만주국
- 만주국 경찰
- 정보기관
- 관동군